# Camino de perfección

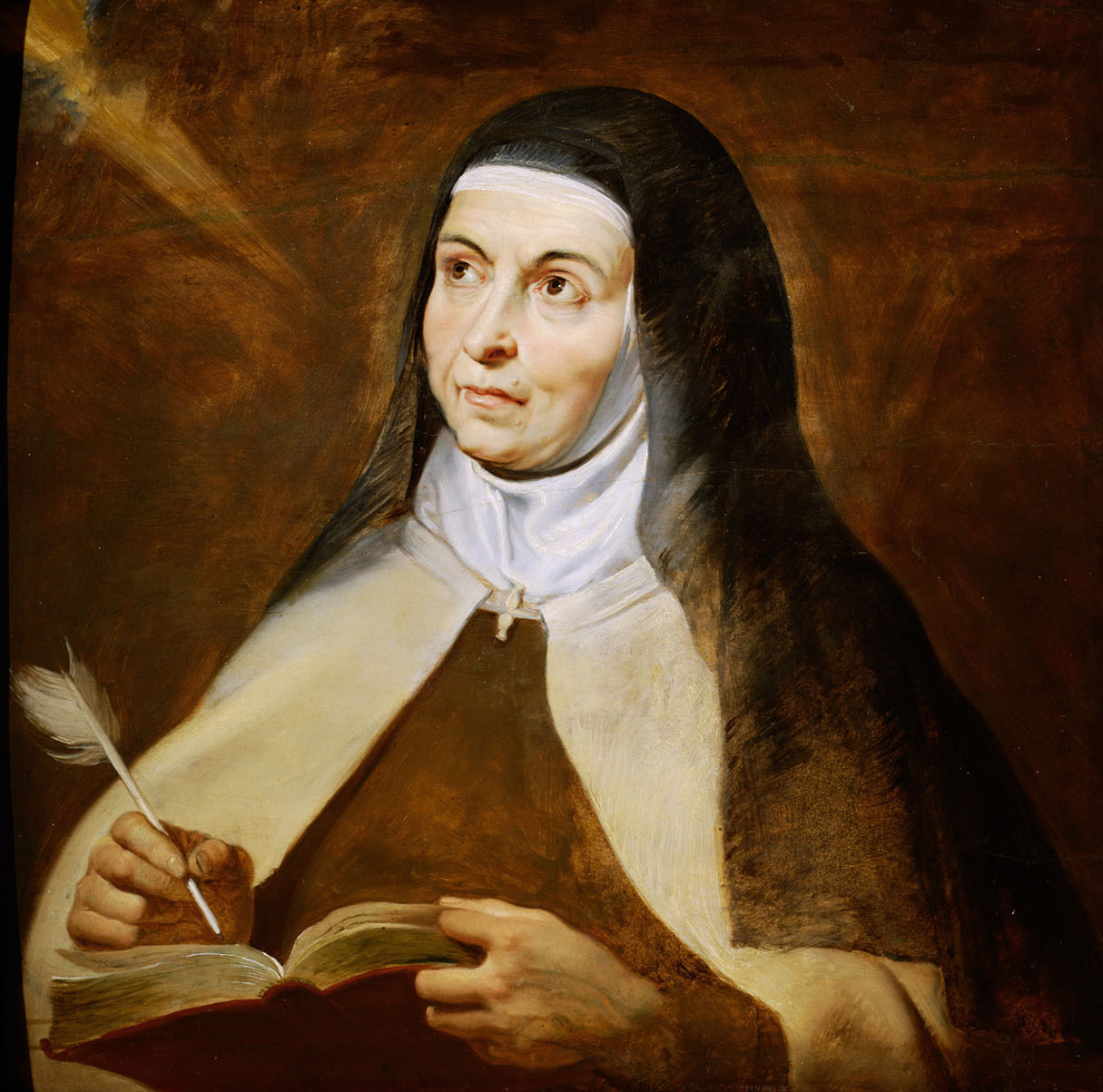
Teresa de Ávila escribiendo, pintura de Rubens

El Camino de perfección es un ensayo escrito por Santa Teresa de Ávila entre los años 1564 y 1567 para las monjas carmelitas del Monasterio de San José en Ávila, del que era priora.
Consta de un prólogo y 42 capítulos. En los primeros 26 capítulos entrega varios consejos para el progreso en la vida contemplativa, (la pobreza, el amor al prójimo, la moral cristiana, el Ser dialéctico con Dios, la humildad, la oración). En los últimos 16 capítulos hace una meditación sobre las palabras del Padrenuestro.
Un fragmento de la obra:

Por eso, ningún caso hagáis de los miedos que os pusieren ni de los peligros que os pintaren. Donosa cosa es que quiera yo ir por un camino adonde hay tantos ladrones, sin peligros, y a ganar un gran tesoro. Pues bueno anda el mundo para que os le dejen tomar en paz; sino que por un maravedí de interés se pondrán a no dormir muchas noches y a desasosegaros cuerpo y alma.